# Paddy Driver
Paddy Driver (n. 13 mai 1934) a fost un pilot sud-african de Formula 1 care a evoluat în Campionatul Mondial în 1963 și 1974.
1. ↑  Paddy Driver